# 羅德島的門農

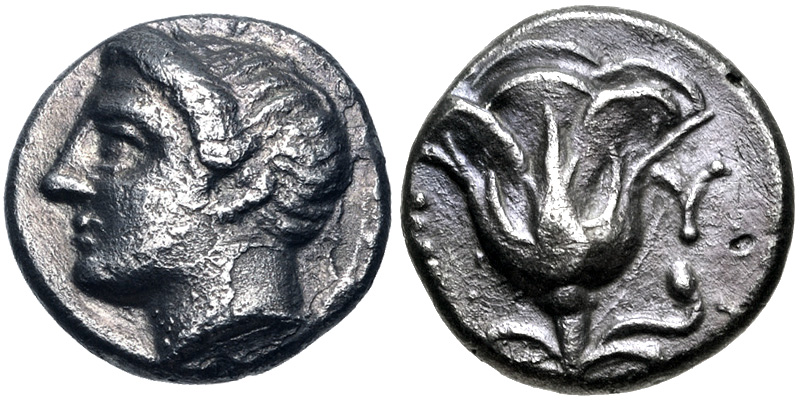
門農發行的錢幣, 前四世紀中的密細亞發行

羅德島的門農 （希臘語：Μέμνων ὁ Ῥόδιος; 約前380年 — 前333年），為波斯阿契美尼德帝國顯赫的希臘裔高級將領。他透過與波斯總督阿爾塔巴左斯的姐妹婚姻，建立與波斯貴族聯繫，並與他的兄長門托耳一起，將他大部分的人生效忠於波斯國王。在前334年亞歷山大東征時，門農作為希臘雇傭軍將領為波斯國王大流士三世效力。學者Carl Otis Schuster特別提到歷史上認為他僅僅是位「傭兵」將領是不正確的，門農可以說是亞歷山大大帝東征波斯帝國時最強硬的對手，而且他幾乎快要成功阻止亞歷山大。

## 早 年

### 弗里吉亞總督麾下
關於門農的早年生活不太清楚，他大約在前380年左右出生於羅德島，一生大部分時間都在為波斯帝國服務。他有一個姊妹嫁給當時的波斯赫勒斯滂弗里吉亞總督阿爾塔巴左斯為妻，因此兄弟倆與這位波斯貴族建立密切的姻親關係，在358年時兄長門托耳在阿爾塔巴左斯麾下擔任將軍，甚至阿爾塔巴左斯還把還很年幼女兒巴耳馨與門托耳訂婚。然而於前356年左右，阿爾塔巴左斯和其他總督發動對波斯阿爾塔薛西斯三世的叛變，但反叛軍的勢力最終被國王軍擊敗。前352年隨著阿爾塔巴左斯兵敗流亡，門農跟隨阿爾塔巴左斯和他們一家流亡到馬其頓王國首都佩拉腓力二世的宮廷內作客，而他的兄長門托耳則是流亡埃及宮廷擔任傭兵將領。

### 流亡馬其頓
在門農與阿爾塔巴左斯一家流亡馬其頓期間，他們備受馬其頓國王腓力二世禮遇，門農極有可能也認識未來的亞歷山大大帝，還是王子的小亞歷山大當時他只有7歲左右。根據普魯塔克的記載，門農和年幼的亞歷山大進行了長時間的討論，提到亞歷山大對於波斯的軍事力量和戰術等相關事務很感興趣。雖然學者Schuster指出這段門農與亞歷山大談話的細節已經不得而知，也很難核實。但門農在馬其頓首都佩拉的這近十年的時光，他必定對於腓力二世的統治、軍事、外交等能力和政策產生即為深刻的印象和認知，同時他也清楚馬其頓在軍事上的實力和戰術。此外，旅居馬其頓的日子裡，更讓他能理解腓力二世對於入侵波斯的意圖，他準確地感受到了希臘城邦們對於馬其頓霸權根深蒂固的不滿，同時也知道馬其頓人內部的政治問題。
前343年效力埃及的兄長門托耳被波斯軍俘虜後，他向波斯國王阿爾塔薛西斯三世投降並改為波斯效力。前342年門托耳率領波斯軍平定埃及後，獲得波斯國王寵信，他向阿爾塔薛西斯三世請求赦免阿耳塔巴左斯和門農等人，因此在門托耳的影響下門農與阿爾塔巴左斯一家終於在前343年結束流亡的生活，返回波斯帝國。回到波斯後，阿爾塔巴左斯把女兒巴耳馨與未婚夫門托耳成婚。阿爾塔薛西斯三世不僅讓門托耳統領特洛德地區，還讓他擔任小亞細亞最高統帥，門農也順理成章重新回到波斯軍隊並在兄長門托耳麾下，擁有馬其頓經驗的他，對於馬其頓的軍事能力有了清楚的認識。

## 保衛帝國

### 擊敗帕曼紐

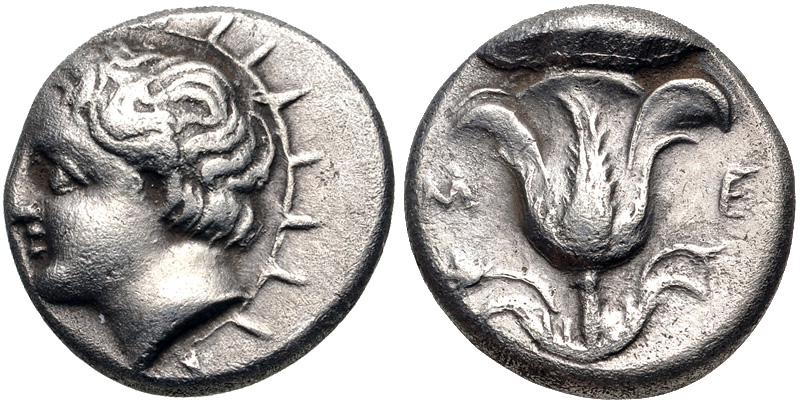
前四世紀門農發行的錢幣，可能於密細亞蘭普薩庫斯打造。 正面： 年輕的赫利俄斯頭像，頭後是象徵太陽的放射圓環。反面： 帶花蕾的玫瑰花瓣分向兩側，希臘字母 M-E的花押在各一邊

兄長門托耳大約在前340年去世，門農為了能繼承兄長的遺產，他娶了兄長遺孀巴耳馨並繼承了特洛德地區的統治，但波斯國王阿爾塔薛西斯三世以及後來的阿爾塞斯都沒讓門農繼承小亞細亞最高統帥的官位。在前339年，門農幫助拜占庭人抵抗腓力二世的攻擊。前336年腓力二世派遣大將帕曼紐與副將阿敏塔斯、安德羅米尼斯、阿塔羅斯等率領10,000名先遣軍入侵安納托力亞，這個先遣軍的任務很可能是趁機佔領盡可能多的土地，讓阿契美尼德帝國治下的希臘城市和島嶼盡可能的解放出來，或者至少在赫勒斯滂的小亞細亞一側建立一個橋頭堡，以便後續主力部隊登陸。
馬其頓先遣軍在初期攻勢獲得很成功，但隨著腓力被刺殺身亡的消息傳來，馬其頓軍士氣重挫。前336年新即位的大流士三世相當信任門農，波斯國王給予門農5,000名希臘傭兵去抵禦馬其頓入侵。而門農也表現優異，根據波利艾努斯的記載，門農在愛奧尼亞馬格尼西亞城外以劣勢兵力用佯退的戰術擊敗帕曼紐率領的馬其頓軍隊。還有一次他讓全軍偽裝成馬其頓軍裝扮，用計騙取基齊庫斯城。又有一次他進兵神速，還迫使帕曼紐撤軍而走，放棄圍攻皮塔内（Pitana）無功而返。在門農一連串的反擊下，帕曼紐這位腓力二世最優秀的將領被迫困守阿卑多斯這座孤城。

### 初次與亞歷山大交手

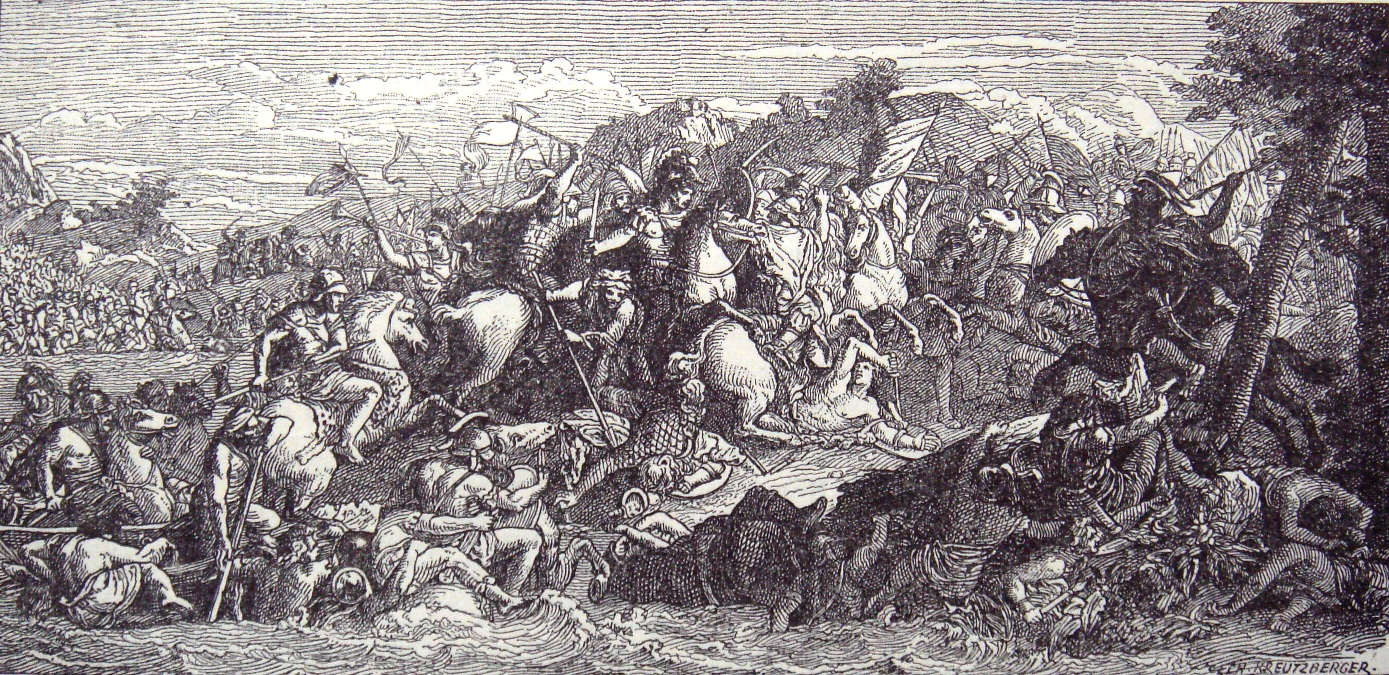
格拉尼庫斯河戰役

當馬其頓的亞歷山大大帝繼承其父親腓力二世的遺志，穩定希臘和馬其頓後，前334年開始朝亞洲進軍。深知門農才能的亞歷山大對他相當忌憚，當馬其頓軍過境時洗劫諸多波斯貴族的莊園財產，亞歷山大卻特意不去侵擾門農的地產，藉此讓波斯人懷疑門農的忠誠。當波斯小亞細亞的各總督紛紛帶領自己的部隊集結一起，並在澤勒亞城外紮營。在波斯軍的軍事會議上，深知馬其頓軍事實力的門農，建議不要與馬其頓軍正面對抗而改施行焦土政策，藉由焚燒周邊的田地，讓亞歷山大的軍隊因為無法得到充分補給而無法繼續戰爭。但波斯赫勒斯滂弗里吉亞總督阿西提斯說：「絕不允許自己領地上有一間房屋被燒」而拒絕這項提議，而其他波斯將領因為門農過去在馬其頓經歷，都認為門農不可信任。波斯軍決定在前334年與亞歷山大決戰，儘管門農也出戰這場格拉尼庫斯河戰役，戰役前夕因波斯軍高層仍猜忌門農，不讓門農自己率領手下的希臘僱傭步兵，而是讓他帶領騎兵部隊守在敵人攻勢最猛烈波斯軍左翼。此戰中波斯陣列遭到馬其頓突破，手下的希臘雇傭軍慘遭馬其頓人屠殺，門農從這場戰役生還。

### 哈利卡那索斯圍城戰
門農在格拉尼庫斯河戰前的明智，讓戰敗的大流士三世更加信任和依靠，門農他主動把妻子巴耳馨和孩子送往大流士處擔任人質，讓國王可以放心信任他，大流士也任命門農為低地小亞細亞的全權統帥兼波斯艦隊司令。於是門農開始在哈利卡那索斯加強防禦，在那集結許多波斯部隊和希臘雇傭軍，並在港口駐守艦隊防備，準備與亞歷山大長期對抗。當前334年亞歷山大來到哈利卡那索斯後發動圍城戰，試圖搭建投石塔把城牆轟倒，但接連幾天的攻城戰都未有戰果，儘管曾把城牆攻破一個缺口，城內泥瓦匠又很快砌了一道新牆，波斯守兵也以居高臨下之勢，向馬其頓軍攻擊，門農成功在初期抵禦亞歷山大的圍攻。
儘管城內守軍一直試圖衝出城外焚燒馬其頓的投石塔，但遭到馬其頓擊退，戰況讓波斯軍損失慘重逐漸不利，加上城牆一部分已經傾倒，軍中傷員也持續增加。門農決定放棄守衛哈利卡那索斯城，他趁著夜晚率全軍連夜撤出，臨走前放火焚燒哈利卡那索斯城內的軍需物資。然而當夜風勢過大，哈利卡那索斯全城陷入火海中，最後亞歷山大僅獲得一座殘破的城市。這場圍城戰花了亞歷山大大帝許多時間和心力，卻沒法殲滅敵軍消滅有生力量，此戰後門農的波斯軍依舊威脅馬其頓軍後路。

### 進攻愛琴海諸島
前333年大流士進一步讓門農擔任整場戰爭的總指揮，並提供大量資金。門農決定利用波斯帝國優勢的海軍實力，加上亞歷山大因為財政困難解散馬其頓艦隊，門農決定抓住這個失策讓戰火延燒回希臘、馬其頓本土。他深知希臘各城邦對馬其頓的統治相當反感，他力勸大流士誘使希臘人反抗馬其頓人的霸權，並開始製訂計畫入侵愛琴海島嶼來鼓動希臘城邦反抗馬其頓人。同時門農派人與斯巴達人接觸，並資助他們在希臘建立反馬其頓勢力，
趁著亞歷山大在法西里斯休息整頓，門農率領波斯艦隊共300艘戰船成功奪下希俄斯島，接著又前往萊斯博斯島進攻，這時島上僅剩米蒂利尼尚未落入門農手中。而雅典的反馬其頓派領袖狄摩西尼得知門農在希俄斯島的勝利，開始鼓吹雅典與其他城邦反叛，這時斯巴達國王亞基斯三世也正在籌備與馬其頓的戰爭，希臘本土流傳著門農將會率領艦隊來到尤比亞島的流言。

## 病逝
或許亞歷山大相當幸運，門農在圍攻米蒂利尼期間於前333年春末病逝，並把指揮權暫時移交給姪子法那巴佐斯。大流士滿懷希望聽到門農把戰火帶到希臘的消息，卻最終接到門農的死訊。大流士相當挫折，他被迫招開軍事會議一改之前戰爭的策略，考量到他的將軍們在能力上都沒有門農出眾，他決定自己親自率大軍與亞歷山大正面對決。亞歷山大大帝嚴重低估門農的戰略，他開始進行反制時門農才剛病逝，還沒收到門農死訊的他，命西格羅庫斯與安福忒羅斯帶著500塔蘭同軍資前去守衛赫勒斯滂海峽，由西格羅庫斯率領陸軍，由安福忒羅斯去要求周遭希臘城市組建海軍並統領該艦隊。另外，亞歷山大還提供600塔蘭同給防守希臘的安提帕特重新建立一支艦隊防禦，他盡可能去減輕門農戰略帶來的影響。
儘管門農的繼任者法那巴佐斯繼續門農的戰略，但大流士三世無法像信任門農那樣去信任法那巴佐斯。在門農死後，大流士派門農的侄子，亦是門托耳之子的塞蒙达斯（Thymondas）接替法那巴佐斯擔任希臘僱傭軍統帥。到了伊蘇斯戰役前夕，大流士三世招回塞蒙达斯的希臘雇傭軍參戰，使得希臘只剩斯巴達這支反馬其頓的力量，獨力難支的斯巴達最終在梅格洛玻利斯戰役被安提帕特擊敗，最終門農的戰略徹底失敗。根據普魯塔克和查士丁的記載，門農的兒子、遺孀巴耳馨後來在大馬士革被馬其頓軍俘虜，落在亞歷山大手裡。因為巴耳馨當年跟隨父親阿爾塔巴左斯一同來到馬其頓宮廷，與亞歷山大和其他馬其頓高層認識。在帕曼紐的慫恿下，亞歷山大大帝與巴耳馨有一段情，並生下一個私生子海格力斯。

## 評價
而許多學者認為，門農若沒因病去世，他的戰略將可能成功，亞歷山大在征服亞洲勢必會增加許多困難，甚至遭到失敗。門農的海軍進攻方案和他策動的斯巴達對馬其頓戰爭，將成為亞歷山大大帝繼位以來最大的危機。學者Schuster推測，如果門農沒有在米蒂利尼病亡，亞歷山大大帝很可能被迫放棄繼續往亞洲內地進軍，他必須放棄小亞細亞的戰事返回馬其頓捍衛他的王位。然而隨著門農之死，大流士放棄了門農的戰略。當波斯人在伊蘇斯戰役中大敗之後，門農的戰略才得以重振並最終付諸實施，也因為如此，門農遺留下的戰略迫使亞歷山大決定從根本上剷除這個危機，他決定先進軍奪取腓尼基來消滅波斯海軍而不是進軍波斯帝國中心。但到此時，波斯戰局優勢已經喪失，亞歷山大表現出他願意在必要時放棄希臘，以獲得更大的利益和目標。

## 腳註
1. 1 2  Schuster 2016，第366-367頁.
2. 1 2 3 4 5 6 7 8 9 10 11 12 13 14 15 16 17  Schuster 2016，第367頁.
3. 1 2  Briant, Pierre. . Eisenbrauns. 2002: 817  [2022-07-06]. ISBN 9781575061207. （原始内容存档于2020-08-19） （英语）.
4. 1 2  Heckel, Waldemar. . John Wiley & Sons. 2008: 205  [2022-07-06]. ISBN 9781405154697. （原始内容存档于2020-08-19） （英语）.
5. 1 2  Kholod 2018.
6. ↑  波利艾努斯，5.44.4
7. ↑  波利艾努斯，5.44.5
8. ↑  Mixter, John R. . Military History Magazine. December 1997  [2022-07-06]. （原始内容存档于2017-09-20）.
9. ↑  Arrian 1884，1.12; Diodorus Siculus 1939，18.2–3.
10. ↑  Diodorus Siculus 1939，17.19.4–5.
11. ↑  Plutarch 1919，16.1–14.
12. ↑  Diodorus，17.23
13. ↑  阿利安 《亞歷山大遠征記》 1.20
14. ↑  阿利安 《亞歷山大遠征記》卷一 p.047
15. ↑  Diodorus，17.29
16. ↑  Diodorus，17.29.3
17. ↑  Curtius Rufus，3.2.1
18. ↑  Curtius Rufus，3.1.19
19. ↑  阿利安 《亞歷山大遠征記》卷二 p.057